# Ancelle del Bambin Gesù
Le ancelle del Bambin Gesù (in croato Služavke Malog Isusa; sigla S.M.I.) sono un istituto religioso femminile di diritto pontificio.

## Storia

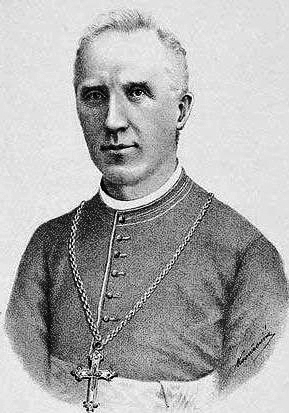
Josip Stadler, fondatore della congregazione

Dopo la sua nomina ad arcivescovo di Sarajevo (1882), Josip Stadler aprì in città un ricovero per anziani e una casa per i bambini orfani e abbandonati: per il servizio in questi centri, il 24 ottobre 1890 Stadler fondò a Sarajevo una congregazione di suore, dette Ancelle del Bambin Gesù.
Le religiose non avevano un abito speciale; i loro regolamenti erano basati sulla regola di sant'Agostino. Presto le Ancelle del Bambin Gesù iniziarono a dedicarsi all'insegnamento: le loro scuole erano aperte anche ai non cattolici.
Dopo la seconda guerra mondiale, i loro istituti in Jugoslavia furono nazionalizzati: alcune suore furono impiegate negli ospedali e nelle case di riposo; altre si dedicarono alla catechesi, alla visita agli ammalati, al servizio nelle parrocchie; altre aprirono case in Europa occidentale e Canada.
Nel 1949 la casa madre e il noviziato furono trasferiti a Zagabria.
Le loro costituzioni furono approvate dalla Santa Sede nel 1906 e definitivamente nel 1912.

## Attività e diffusione
Le suore si dedicano prevalentemente alla cura e all'assistenza agli orfani, all'infanzia abbandonata e agli anziani.
Oltre che in Croazia, sono presenti in Belgio, Bosnia ed Erzegovina, Germania, Haiti, Italia e Montenegro; la sede generalizia è a Zagabria.
Alla fine del 2015 la congregazione contava 347 religiose in 64 case.